# Reinardt Janse van Rensburg
Reinardt Janse van Rensburg (Virginia, 3 de febrero de 1989) es un ciclista sudafricano que fue profesional entre 2010 y 2024.

## Trayectoria
Tras ser segundo en el Campeonato Africano Contrarreloj en 2009 siendo aún amateur, debutó como profesional en 2010 con el equipo MTN con el que ha estado en toda su carrera deportiva profesional. Saltó a la fama internacional tras dominar casi completamente la Vuelta a Marruecos 2012 y posteriormente al ganar varias carreras del UCI Europe Tour 2011-2012.
Tras estar varios meses sin equipo debido a la desaparición de su antiguo equipo, el Team Qhubeka NextHash, consiguió firmar un contrato con el equipo belga Lotto Soudal junto con su compañero Carlos Barbero en mayo de 2022.

## Palmarés
| 2009 (como amateur) - 2.º en el Campeonato Africano Contrarreloj 2010 - 2.º en el Campeonato Africano Contrarreloj - 1 etapa del Tour de Ruanda 2011 - 1 etapa de la Vuelta a Marruecos - Juegos Panafricanos Contrarreloj - 3.º en los Juegos Panafricanos en Ruta - 1 etapa del Herald Sun Tour - 3.º en el Campeonato Africano Contrarreloj - 3.º en el Campeonato Africano en Ruta 2012 - Vuelta a Marruecos, más 4 etapas - Tour de Bretaña, más 1 etapa - Tour de Overijssel, más 1 etapa - Circuito de Valonia - Delta Tour Zeeland - Campeonato de Sudáfrica Contrarreloj - 2.º en el Campeonato de Sudáfrica en Ruta - 2 etapas de la Vuelta a Portugal - 3.º en el UCI Africa Tour | 2013 - Binche-Chimay-Binche 2015 - 2.º en el Campeonato de Sudáfrica Contrarreloj - 3.º en el Campeonato Africano Contrarreloj 2016 - 2.º en el Campeonato de Sudáfrica Contrarreloj - 3.º en el Campeonato de Sudáfrica en Ruta - Tour de Langkawi 2017 - Campeonato de Sudáfrica en Ruta 2022 - Campeonato de Sudáfrica en Ruta - 2.º en el Campeonato Africano en Ruta 2023 - 2.º en el Campeonato de Sudáfrica en Ruta 2025 - Tour de Benin, más 2 etapas - Gran Premio de Cotonou |

## Resultados en Grandes Vueltas y Campeonatos del Mundo
| Carrera         | Carrera         | 2010 | 2011 | 2012 | 2013 | 2014 | 2015 | 2016  | 2017  | 2018  | 2019  | 2020  | 2021  | 2022  | 2023 | 2024 |
| --------------- | --------------- | ---- | ---- | ---- | ---- | ---- | ---- | ----- | ----- | ----- | ----- | ----- | ----- | ----- | ---- | ---- |
|                 | Giro de Italia  | —    | —    | —    | —    | —    | —    | —     | —     | —     | —     | —     | —     | —     | —    | —    |
|                 | Tour de Francia | —    | —    | —    | —    | —    | 96.º | 115.º | 118.º | 110.º | 124.º | —     | —     | 131.º | —    | —    |
|                 | Vuelta a España | —    | —    | —    | 98.º | —    | —    | —     | —     | —     | —     | 103.º | F. c. | —     | —    | —    |
| Mundial en Ruta | Mundial en Ruta | —    | —    | Ab.  | Ab.  | 73.º | Ab.  | —     | 39.º  | —     | —     | —     | Ab.   | —     | —    | —    |

—: no participa

Ab.: abandono

F. c.: fuera de control

## Equipos
- MTN (2010-2012)
  - MTN Energade (2010)
  - MTN Qhubeka (2011-2012)
- Argos/Giant-Shimano (2013-2014)
  - Team Argos-Shimano (2013)
  - Team Giant-Shimano (2014)
- MTN-Qhubeka/Dimension Data/NTT/Qhubeka (2015-2021)
  - MTN-Qhubeka (2015)
  - Dimension Data (2016-2019)
  - NTT Pro Cycling (2020)
  - Team Qhubeka ASSOS (01.2021-06.2021)
  - Team Qhubeka NextHash (06.2021-12.2021)
- Lotto Soudal (2022)[5]
- Denver Disruptors (2023)
- China Glory-Mentech Continental Cycling Team (2024)